# Son Jun-ho
Pour les articles homonymes, voir Son.
Son Jun-ho, né le 12 mai 1992 dans le district de Yeongdeok en Corée du Sud, est un footballeur international sud-coréen évoluant au poste de milieu central.

## Biographie

### Pohang Steelers
Son Jun-ho passe par la Youngnam University, avant de rejoindre le club des Pohang Steelers en 2014. C'est avec ce club qu'il fait ses débuts en professionnel, disputant son premier match le 26 mars 2014, lors d'une rencontre de K League 1 face au Jeonbuk Hyundai Motors. Il est titulaire lors de cette rencontre, et son équipe remporte le match (1-3). Trois jours plus tard, pour son deuxième match seulement, il inscrit son premier but lors d'une rencontre remportée par les siens contre le Sangju Sangmu (4-2).
Lors de la saison 2015, Son Jun-ho réalise un exercice remarquable, puisqu'il inscrit un total de 10 buts. Il s'avère être un élément clé de son équipe, avec 31 matchs de championnat. Son équipe se classe 3e du championnat cette année là.

### Jeonbuk Hyundai Motors
Le 7 janvier 2018, il rejoint librement le Jeonbuk Hyundai Motors, où il signe un contrat courant jusqu'en décembre 2022,. Il joue son premier match avec sa nouvelle équipe lors d'une rencontre de Ligue des champions de l'AFC face au Kashiwa Reysol. Titulaire ce jour-là, la partie est remportée par Jeonbuk (3-2). Le 8 avril de la même année, il inscrit son premier but pour sous ses nouvelles couleurs, alors qu'il affronte son ancienne équipe, le Pohang Steelers, que Jeonbuk bat sur le score de deux buts à zéro.

### Shandong Taishan
Le 13 janvier 2021, Son Jun-ho s'engage en faveur du Shandong Taishan. 
Il joue son premier match pour son nouveau club le 20 avril 2021, à l'occasion de la première journée de la saison 2021 de Chinese Super League contre le Chongqing Liangjiang Athletic. Il est titularisé ce jour-là, et son équipe s'impose par deux buts à zéro. Son Jun-ho inscrit son premier but sous ses nouvelles couleurs dès la troisième journée de championnat, face au Henan Songshan Longmen. Il marque le but égalisateur qui permet à son équipe de prendre le point du match nul (1-1 score final).

### En sélection
Son Jun-ho honore sa première sélection avec l'équipe nationale de Corée du Sud le 27 janvier 2018, face à la Moldavie. Il entre en jeu en cours de partie ce jour-là, et son équipe s'impose par un but à zéro.
Le 12 novembre 2022, il est sélectionné par Paulo Bento pour participer à la Coupe du monde 2022.